# Puoi baciare lo sposo
Puoi baciare lo sposo è un film, del 2018, diretto da Alessandro Genovesi. Il lungometraggio è ispirato alla commedia musicale di Broadway My Big Gay Italian Wedding, scritta dall’italoamericano Anthony J. Wilkinson.

## Trama
Antonio e Paolo sono una coppia di fidanzati che vive a Berlino nell'appartamento di Benedetta, una ragazza benestante e orfana di padre. Dopo diversi anni di relazione, Antonio chiede a Paolo di sposarlo; quest'ultimo accetta, a patto di conoscere i genitori di Antonio prima delle nozze. Quest'ultimo acconsente con riluttanza, poiché non ha ancora fatto coming out. Intanto Benedetta decide di affittare una delle camere del suo appartamento a Donato, un uomo di mezza età proveniente da Acquaviva delle Fonti, cacciato di casa da moglie e figlia in quanto crossdresser. Nel frattempo Camilla, l'ex fidanzata di Antonio e ancora innamorata di lui, non ha mai smesso di provare a riconquistarlo e, vedendosi costantemente rifiutata, organizza un piano per separare i futuri sposi.
In occasione delle vacanze di Pasqua, Antonio, Paolo, Benedetta e Donato raggiungono Civita di Bagnoregio, paese natio di Antonio, dove il padre Roberto riveste la carica di Sindaco. Antonio confessa ai genitori che lui e Paolo si stanno per sposare. La madre Anna, che ha sempre intuito che il figlio fosse gay, accetta il matrimonio purché sia celebrato nella stessa città e tre giorni dopo. Inoltre pone tre condizioni: la prima è che sia presente anche la madre di Paolo, donna cupa e all'antica che ha disconosciuto suo figlio dopo il coming-out; la seconda è che il matrimonio sia letteralmente straordinario e pertanto venga organizzato dal wedding planner più famoso d'Italia, Enzo Miccio; l'ultima condizione è che sia celebrato da Roberto. Questi, pur ostentando larghe vedute, non riesce ad accettare l'omosessualità del figlio: rifiuta di celebrare il matrimonio e per questo viene cacciato di casa da Anna. Frate Francesco, padre spirituale di Roberto, accetta invece volentieri di celebrare le nozze di Antonio e Paolo in una chiesa sconsacrata del paese, allo scopo di dare una dimostrazione della modernità e dell'apertura mentale della chiesa cattolica.
Paolo, Antonio, Benedetta e Donato si recano a Napoli per consegnare l'invito alla madre di Paolo, onorando così la promessa fatta ad Anna. La donna però rifiuta, così Donato propone ai ragazzi di impersonarla alla cerimonia vestendosi da donna. Intanto, mentre l'organizzazione delle nozze procede, Camilla continua a irrompere durante i preparativi, scatenando in Paolo il dubbio che Antonio la ami ancora: Antonio, in effetti, non ha mai davvero dichiarato il proprio amore a Paolo. La sera prima della cerimonia, la ragazza si presenta da Antonio chiedendogli un ultimo bacio e la possibilità di fargli da testimone; pur di levarsela di torno una volta per tutte, Antonio accetta di baciarla, ma non di averla come testimone. Paolo assiste di nascosto alla scena, ma si mostra estremamente comprensivo: sperando che questo sia sufficiente ad allontanare definitivamente Camilla, acconsente che lei faccia da testimone ad Antonio. Nel frattempo Anna cerca in tutti i modi di far ragionare il marito Roberto, ma invano; Donato e Benedetta decidono intanto di stare insieme, formando una coppia lontana dagli stereotipi.
Il giorno prima del matrimonio qualcuno appicca un incendio nella chiesa addobbata a festa, ma qualcosa va storto e il piromane rimane incastrato sotto il grande crocifisso ligneo lì presente: si tratta proprio di Roberto che, portato in salvo dai due fidanzati, si convince della solidità della coppia e accetta finalmente di celebrarne l'unione. Alla cerimonia si presenta imprevedibilmente la madre di Paolo, causando imbarazzo in Donato che ne aveva preso il posto. Durante la celebrazione, Camilla spiazza tutti rivelando di aver fatto sesso con Antonio tempo prima, quando gli sposi erano già fidanzati. Paolo lascia Antonio sull'altare, ma il ragazzo lo blocca intonando Don't Leave Me This Way, rivelandogli finalmente il proprio amore. I due ragazzi convolano a nozze, e insieme agli invitati ballano e cantano come in un festoso musical.

## Riprese
Le riprese sono state girate principalmente nella frazione Civita del comune di Bagnoregio, in provincia di Viterbo, nel Lazio, facente parte dei borghi più belli d'Italia. Da notare che, a differenza di quanto affermato nel film, Civita non gode di una propria municipalità essendo una frazione. Altre riprese del film sono state fatte a Berlino (il portone da cui esce Antonio/Cristiano Caccamo, all'inizio del film, si trova al n. 1 di Köpenicker Strasse, a 50 metri dalla fermata della metropolitana U-Bahn "Schlesisches Tor") e Canale Monterano.

## Distribuzione
Il film è stato distribuito nelle sale cinematografiche italiane il primo marzo 2018.

## Accoglienza

### Incassi
Il film ha incassato 2.222.809 euro.